# Orphan Drug Act of 1983
Der Orphan Drug Act von 1983 ist ein in den Vereinigten Staaten verabschiedetes Gesetz zur Änderung des Federal Food, Drug, and Cosmetic Act mit dem Ziel die Entwicklung von Orphan-Arzneimittel gegen seltene Krankheiten wie Huntington-Krankheit, Myoklonie, ALS, Tourette-Syndrom oder Muskeldystrophie, von denen eine kleine Anzahl an Personen mit Wohnsitz in den Vereinigten Staaten betroffen sind, zur Erleichtern.
Die Orphan-Drug-Auszeichnung bedeutet nicht, dass das Therapeutikum sicher und wirksam ist oder in den Vereinigten Staaten legal hergestellt und vermarktet werden darf. Diese Prozesse werden über andere Büros der US-amerikanischen Food and Drug Administration (FDA) abgewickelt. Stattdessen bedeutet die Auszeichnung lediglich, dass der Sponsor Anspruch auf bestimmte Vorteile der Bundesregierung hat, wie etwa Marktexklusivität und reduzierte Steuern.
Im Jahr 1982 forderte eine informelle Koalition aus Unterstützern und Familien von Patienten mit seltenen Krankheiten, die unter anderem die National Organization for Rare Disorders (NORD) bildete, eine Änderung der Gesetzgebung, um die Entwicklung von Orphan Drugs oder Arzneimitteln zur Behandlung seltener Krankheiten zu unterstützen. Es gelang ihnen, den Kongress der Vereinigten Staaten Anfang 1983 zur Verabschiedung des Orphan Drug Act (ODA) zu bewegen.
Vor dem Gesetz von 1983 waren lediglich 38 Orphan Drugs zugelassen; Bis 2014 wurden „468 Indikationsbezeichnungen für 373 Arzneimittel zugelassen.“ Der Erfolg des Orphan Drug Act in den USA führte dazu, dass er in anderen Schlüsselmärkten übernommen wurde, insbesondere 1993 in Japan und 2000 in der Europäischen Union.

## Hintergrund

### Problem des Kefauver-Harris Amendment
Als Reaktion auf schwerwiegende Vorfälle wie mit Thalidomid wurde 1962 das Kefauver-Harris Amendment als Ergänzung zum Federal Food, Drug, and Cosmetic Act verabschiedet. Kefauver-Harris verlangte, dass alle zum Verkauf zugelassenen Medikamente durch strenge wissenschaftliche Studien als sicher und wirksam erwiesen werden müssen. Diese Gesetzgebung verbesserte zwar die Arzneimittelsicherheit, erhöhte jedoch auch die mit der Entwicklung neuer Arzneimittel verbundenen Kosten dramatisch. Pharmaunternehmen reagierten, indem sie sich auf die Entwicklung von Behandlungen für häufige Krankheiten konzentrierten, um die Wahrscheinlichkeit zu maximieren, Forschungs- und Entwicklungskosten wieder hereinzuholen und Gewinne zu erzielen. Infolgedessen wurden seltene Krankheiten aufgrund des geringen wirtschaftlichen Potenzials weitgehend ignoriert und galten daher als „verwaist“. Die Kluft zwischen Arzneimitteln für häufige und seltene Krankheiten vergrößerte sich schließlich so weit, dass für einige seltene Erkrankungen wie Morbus Crohn, Morbus Hansen usw. nur wenige oder gar keine Behandlungsmöglichkeiten zur Verfügung standen.

### Schlüsselprobleme
Orphan Drugs folgen im Allgemeinen dem gleichen regulatorischen Entwicklungspfad wie jedes andere pharmazeutische Produkt, wobei sich die Tests auf Pharmakokinetik und Pharmakodynamik, Dosierung, Stabilität, Sicherheit und Wirksamkeit konzentrieren. Allerdings werden einige statistische Belastungen verringert, um die Entwicklungsdynamik aufrechtzuerhalten. Beispielsweise wird in dem Orphan Drug Act die Tatsache anerkannt, dass es nicht immer möglich ist, 1.000 Patienten in einer klinischen Phase-III-Studie zu testen, da es möglich ist, dass weniger als 1000 Personen an der betreffenden Krankheit leiden.
Da der Markt für jedes Arzneimittel mit einem derart begrenzten Anwendungsbereich per Definition klein und daher weitgehend unrentabel wäre, sind häufig staatliche Eingriffe erforderlich, um einen Hersteller zu motivieren, sich dem Bedarf an einem Arzneimittel für seltene Leiden zu widmen.
Die Intervention der Regierung im Hinblick auf die Entwicklung von Orphan Drugs kann verschiedene Formen annehmen:
- Steuerliche Anreize.
- Verbesserter Patentschutz und verbesserte Vermarktungsrechte.
- Zuschüsse für klinische Forschung.
- Gründung eines staatlich geführten Unternehmens zur Durchführung von Forschung und Entwicklung.

## Gesetzgebung
Die Notlage von Patienten mit seltenen Krankheiten wurde in den späten 1970er und frühen 1980er Jahren zu einem wichtigen politischen Thema. Die US-Regierung wurde von Aktivistengruppen wie NORD unter Druck gesetzt.
Der Hauptsponsor des Gesetzentwurfs (H.R. 5238) war Henry Waxman Vorsitzender des United States House Energy Subcommittee on Health (Ein Unterausschuss des Committee on Energy and Commerce). Der Gesetzesentwurf wurde am 14. Dezember 1982 vom Repräsentantenhaus verabschiedet und am 17. Dezember durch Stimmabgabe im Senat angenommen. Am 4. Januar 1983 unterzeichnete Präsident Ronald Reagan das ODA-Gesetz. 
Das Gesetz sieht vor Medikamente, Impfstoffe und Diagnostika in den Orphan-Status zu heben, wenn sie zur Behandlung einer Krankheit bestimmt sind, von der weniger als 200.000 amerikanische Bürger betroffen sind. Um die Entwicklung von Arzneimitteln gegen seltene Krankheiten zu fördern, sieht der ODA eine Reihe von Anreizen vor, darunter eine siebenjährige Marktexklusivität für Unternehmen, die Arzneimittel für seltene Krankheiten entwickelten, Steuergutschriften in Höhe der Hälfte der Entwicklungskosten, Zuschüsse für die Arzneimittelentwicklung, beschleunigte Zulassung und erweiterter Zugang zum Investigational New Drug Program. Das Gesetz wurde später dahingened geändert, um auf die im Rahmen des Prescription Drug User Fee Act (PDUFA) erhobene Benutzergebühren zu verzichten.
Gerade die Marktexklusivität ist für Pharmaunternehmen besonders attraktiv, da sie einen Anreiz bietet, die Entwicklung voranzutreiben. Der siebenjährige Marktexklusivitätszeitraum unterscheidet sich vom herkömmlichen Patentrecht dadurch, dass er erst beginnt, wenn das Medikament von der FDA zugelassen wird, und unabhängig vom aktuellen Patentstatus des Medikaments ist. Wenn ein Marktkonkurrent ein Arzneimittel für die gleiche Indikation einführen möchte, liegt die Beweislast beim Wettbewerber, dass sein Arzneimittel im Vergleich zum vorliegenden Medikament therapeutisch überlegen ist (z. B. höhere Wirksamkeit, geringere Toxizität usw.). Dieser Anreiz schafft einen attraktiven Monopolmarkt für Unternehmen, die an der Entwicklung eines Produkts für eine bestimmte seltene Krankheit interessiert sind.
Der Medienhistoriker und AllMovie-Mitarbeiter Hal Erickson schreibt zwei Episoden der Fernsehserie Quincy, M.E. zu, dass sie zur Verabschiedung des ODA in den USA beigetragen haben: „Seldom Silent, Never Heard“ (1981) und „Give Me Your Weak“ (1982). Der Serienstar, Jack Klugman, sagte sogar vor dem Kongress zum Thema Orphan Drugs aus.

## Regulierungsharmonisierung
Um die Belastung für Hersteller bei der Beantragung des Orphan-Drug-Status zu verringern, einigten sich die FDA und die Europäische Arzneimittel-Agentur (EMA) Ende 2007 darauf, ein gemeinsames Antragsverfahren zu verwenden. Beide Behörden werden jedoch weiterhin getrennte Genehmigungsverfahren beibehalten.